# Stelmagonum
Stelmagonum é um género de plantas com flores pertencentes à família Apocynaceae.
A sua área de distribuição nativa é o sudoeste do México.
Espécies:
- Stelmagonum hahnianum Baill.[1]
- Stelmagonum holtonii Vail - aceite como Ibatia holtonii (Vail) Morillo